# Зделар, Саша
Са́ша Зде́лар (серб. Saša Zdjelar / Саша Здјелар; род. 20 марта 1995, Белград) — сербский футболист, полузащитник российского клуба «Зенит».

## Клубная карьера
Воспитанник клуба ОФК. Его дебют за основную команду состоялся в возрасте 16 лет 3 декабря 2011 года в домашнем матче против «Нови-Пазара» (3:0).
В 2013 году Зделар был продан в греческий «Олимпиакос», однако следующие два года продолжал выступать за ОФК на правах аренды. Всего в составе родного клуба полузащитник провёл 67 матчей.
Летом 2015 года окончательно переехал в Грецию, присоединившись к «Олимпиакосу». 28 октября 2015 года дебютировал за клуб, отыграв полный матч против «Платаньяса» в Кубке Греции (2:2). 13 января 2016 года Зделар забил первый гол в профессиональной карьере, поразив ворота клуба «Ханья» (6:0), также в матче Кубка Греции, закончившимся со счётом. Не сумев закрепиться в составе «Олимпиакоса», 13 января 2017 года Зделар был до конца сезона был отдан в аренду испанской «Мальорке».
29 января 2018 года вновь отправился в аренду до конца сезона, на этот раз в белградский «Партизан». После завершения сезона «Партизан» объявил о заключении полноценного контракта со Зделаром, выкупив его трансфер за 500 тысяч евро. Сумел стать основным игроком «Партизана», за четыре следующих сезона лишь раз проведя менее 40 матчей за сезон во всех турнирах. С июля 2020 года периодически начал выходить на поле с капитанской повязкой, а через год стал капитаном команды на постоянной основе.

### ЦСКА
28 июля 2022 «Партизан» объявил об уходе игрока из клуба. В тот же день Зделар подписал контракт с российским ЦСКА на три года с возможностью продления. 31 июля 2022 года Зделар дебютировал за ЦСКА в гостевом матче Чемпионата России против «Пари НН», выйдя на замену в конце матча.
По итогам сезона 2022/23 вместе с ЦСКА завоевал серебряные медали чемпионата России. 11 июня 2023 года ЦСКА выиграл Кубок России, обыграв «Краснодар» в серии пенальти со счётом 6:5 (1:1 в основное время).
24 сентября 2023 года в матче чемпионата России против «Ростова» (3:3) из-за многочисленных травм защитников впервые вышел на позиции центрального защитника, где походу сезона неоднократно появлялся.
20 мая 2024 года в матче 29-го тура чемпионата России против «Пари НН» (2:6) Зделар забил дебютный гол за ЦСКА.
6 октября 2024 года в матче чемпионата России против «Динамо» (1:2) он отметился голевой передачей на победный гол Тамерлана Мусаева, которая стала первой для серба в составе ЦСКА.

## Карьера в сборной
Зделар представлял Сербию на чемпионате Европы среди юношей до 19 лет в 2014 году. Он также был членом команды, завоевавшей золотую медаль на чемпионате мира до 20 лет в 2015 году.
31 мая 2016 года Зделар дебютировал за взрослую сборную Сербии, выйдя на замену в товарищеском матче с командой Израиля, который завершился со счётом 3:1. Через пять дней вышел на замену в компенсированное время товарищеского матча со сборной России (1:1) на стадионе «Луи II».
12 октября 2024 года в матче Лиги Наций против сборной Швейцарии (2:0) Зделар отметился первым голевым действием за сборную Сербии, отдав голевую передачу на Александра Митровича.

## Статистика

### Клубная
| Выступление      | Выступление      | Выступление      | Лига | Лига | Кубки | Кубки | Еврокубки | Еврокубки | Итого | Итого |
| Клуб             | Лига             | Сезон            | Игры | Голы | Игры  | Голы  | Игры      | Голы      | Игры  | Голы  |
| ---------------- | ---------------- | ---------------- | ---- | ---- | ----- | ----- | --------- | --------- | ----- | ----- |
| ОФК              | Суперлига        | 2011/12          | 1    | 0    | —     | —     | —         | —         | 1     | 0     |
| ОФК              | Суперлига        | 2012/13          | 15   | 0    | 1     | 0     | —         | —         | 16    | 0     |
| ОФК              | Суперлига        | → 2013/14        | 27   | 0    | 3     | 0     | —         | —         | 30    | 0     |
| ОФК              | Суперлига        | → 2014/15        | 19   | 0    | 1     | 0     | —         | —         | 20    | 0     |
| ОФК              | Итого            | Итого            | 62   | 0    | 5     | 0     | —         | —         | 67    | 0     |
| Олимпиакос       | Суперлига        | 2015/16          | 8    | 0    | 6     | 1     | 2         | 0         | 16    | 1     |
| Олимпиакос       | Суперлига        | 2016/17          | —    | —    | —     | —     | 1         | 0         | 1     | 0     |
| Олимпиакос       | Суперлига        | 2017/18          | 4    | 0    | 2     | 0     | 5         | 0         | 11    | 0     |
| Олимпиакос       | Итого            | Итого            | 12   | 0    | 8     | 1     | 8         | 0         | 28    | 1     |
| → Мальорка       | Сегунда          | 2016/17          | 15   | 0    | —     | —     | —         | —         | 15    | 0     |
| → Мальорка       | Итого            | Итого            | 15   | 0    | —     | —     | —         | —         | 15    | 0     |
| Партизан         | Суперлига        | → 2017/18        | 12   | 2    | 4     | 1     | 1         | 0         | 17    | 3     |
| Партизан         | Суперлига        | 2018/19          | 32   | 1    | 5     | 0     | 8         | 0         | 45    | 1     |
| Партизан         | Суперлига        | 2019/20          | 28   | 1    | 4     | 0     | 12        | 0         | 44    | 1     |
| Партизан         | Суперлига        | 2020/21          | 31   | 1    | 4     | 0     | 3         | 0         | 38    | 1     |
| Партизан         | Суперлига        | 2021/22          | 32   | 0    | 4     | 0     | 14        | 0         | 50    | 0     |
| Партизан         | Суперлига        | 2022/23          | 3    | 0    | —     | —     | —         | —         | 3     | 0     |
| Партизан         | Итого            | Итого            | 138  | 5    | 21    | 1     | 38        | 0         | 197   | 6     |
| ЦСКА (Москва)    | Премьер-лига     | 2022/23          | 27   | 0    | 11    | 0     | —         | —         | 38    | 0     |
| ЦСКА (Москва)    | Премьер-лига     | 2023/24          | 28   | 1    | 9     | 0     | —         | —         | 37    | 1     |
| ЦСКА (Москва)    | Премьер-лига     | 2024/25          | 15   | 0    | 6     | 0     | —         | —         | 21    | 0     |
| ЦСКА (Москва)    | Итого            | Итого            | 70   | 1    | 26    | 0     | —         | —         | 96    | 1     |
| Зенит (СПб)      | Премьер-лига     | 2024/25          | 0    | 0    | 0     | 0     | —         | —         | 0     | 0     |
| Зенит (СПб)      | Итого            | Итого            | 0    | 0    | 0     | 0     | —         | —         | 0     | 0     |
| Всего за карьеру | Всего за карьеру | Всего за карьеру | 297  | 6    | 60    | 2     | 46        | 0         | 403   | 8     |

### Сборная
| Матчи Саши Зделара за сборную Сербии | Матчи Саши Зделара за сборную Сербии | Матчи Саши Зделара за сборную Сербии | Матчи Саши Зделара за сборную Сербии | Матчи Саши Зделара за сборную Сербии | Матчи Саши Зделара за сборную Сербии | Матчи Саши Зделара за сборную Сербии |
| ------------------------------------ | ------------------------------------ | ------------------------------------ | ------------------------------------ | ------------------------------------ | ------------------------------------ | ------------------------------------ |
| №                                    | Дата                                 | Оппонент                             | Счёт                                 | Голы                                 | Соревнование                         |                                      |
| 1                                    | 31 мая 2016                          | Израиль                              | 3:1                                  | —                                    | Товарищеский матч                    |                                      |
| 2                                    | 5 июня 2016                          | Россия                               | 1:1                                  | —                                    | Товарищеский матч                    |                                      |
| 3                                    | 18 ноября 2020                       | Россия                               | 5:0                                  | —                                    | Лига наций УЕФА 2020/2021. Лига B    |                                      |
| 4                                    | 21 марта 2024                        | Россия                               | 0:4                                  | —                                    | Товарищеский матч                    |                                      |
| 5                                    | 25 марта 2024                        | Кипр                                 | 1:0                                  | —                                    | Товарищеский матч                    |                                      |
| 6                                    | 12 октября 2024                      | Швейцария                            | 2:0                                  | —                                    | Лига наций УЕФА 2024/2025. Лига A    |                                      |
| 7                                    | 15 октября 2024                      | Испания                              | 0:3                                  | —                                    | Лига наций УЕФА 2024/2025. Лига A    |                                      |
| 8                                    | 15 ноября 2024                       | Швейцария                            | 1:1                                  | —                                    | Лига наций УЕФА 2024/2025. Лига A    |                                      |
| 9                                    | 18 ноября 2024                       | Дания                                | 0:0                                  | —                                    | Лига наций УЕФА 2024/2025. Лига A    |                                      |

Итого: 9 матчей; 4 победы, 3 ничьи, 2 поражения.

## Достижения
«Олимпиакос»
- Чемпион Греции: 2015/16

«Партизан»
- Обладатель Кубка Сербии: 2017/18, 2018/19

ЦСКА
- Обладатель Кубка России: 2022/23
- Серебряный призёр чемпионата России: 2022/23

«Зенит»
- Серебряный призёр чемпионата России: 2024/25

Сербия
- Чемпион мира среди молодёжных команд: 2015